# Rosalie Levasseur
Rosalie Levasseur, właśc. Marie-Rose-Claude-Josèphe Levasseur, także Le Vasseur (ur. 8 października 1749 w Valenciennes, zm. 6 maja 1826 w Neuwied) – francuska śpiewaczka operowa, sopran.

## Życiorys
Była nieślubną córką Marie-Catherine Tournay i Jeana-Baptiste’a Levasseura, który poślubił jej matkę, kiedy Rosalie miała 11 lat. Debiutowała na scenie w 1766 roku na deskach Opéra de Paris rolą Zaidy w L’Europe galante André Campry. Do 1776 roku występowała w pomniejszych rolach, początkowo pod pseudonimem Mademoiselle Rosalie. Była kochanką francuskiego posła w Paryżu Florimonta-Claude’a Mercy-Argenteau, któremu urodziła syna. Mercy-Argenteau pomógł jej w zrobieniu kariery, zapoznając ją z Christophem Willibaldem Gluckiem. Gluck wybrał ją zamiast Sophie Arnould do tytułowej roli w swojej Alceście (1776), a później obsadził ją w Armidzie (1777) i Ifigenii na Taurydzie (1779). Śpiewała także główne partie w operach Piccinniego, Philidora, Sacchiniego i J.Ch. Bacha.